# Artur Alliksaar
Artur Alliksaar (ur. 15 kwietnia 1923 w Tartu, zm. 12 sierpnia 1966 tamże) – estoński poeta.

## Życiorys
Po ukończeniu szkoły w Tartu studiował prawo na Uniwersytecie w Tartu 1941-1942, jednak z powodu powołania do niemieckiej armii nie ukończył studiów. Jako poborowy walczył w szeregach Waffen-SS na froncie wschodnim, skąd w 1944 zdezerterował i później do 1949 pracował jako urzędnik kolejowy. W 1949 został aresztowany przez władze radzieckie i deportowany, był do 1957 więziony w obozach pracy. Po wypuszczeniu nie otrzymał zezwolenia na powrót do Estonii, mieszkał w obwodzie wołogodzkim, jednak rok później potajemnie wrócił do Tartu i wykonywał prace dorywcze na kolei, na budowach i w warzelni. Tworzył poezję (pod wpływem m.in. Marie Under) charakteryzującą się skłonnością do refleksji filozoficznej, a także muzykalnością i plastycznością. Prowadził eksperymenty semantyczne. Tłumaczył na estoński twórczość Rilkego i Jesienina. Zmarł na raka. Większość jego twórczości ukazała się pośmiertnie w zbiorach Olematus võiks ju ka olemata oila (Niebyt mógłby również nie istnieć w 1968 i Luule (Poezje) w 1976.